# 巴雷特·斯特朗
小巴雷特·斯特朗（Barrett Strong Jr.，1941年2月5日—2023年1月28日）是一位美国歌手、作曲家，曾推出歌曲《Money》，该歌曲也是唱片公司摩城唱片所推出的第一支热门单曲。斯特朗亦曾与音乐制作人诺曼·惠特菲尔德合作写歌；他们還一同创作过《I Heard It Through the Grapevine》《War (The Temptations song)》《Just My Imagination (Running Away with Me)》以及《Papa Was a Rollin' Stone》等歌曲。2004 年，斯特朗与诺曼·惠特菲尔德一同入选歌曲作者名人堂。 